# Фердинанд фон Бентхайм-Щайнфурт
Фердинанд Ото фон Бентхайм-Щайнфурт (на немски: Ferdinand Otto Prinz zu Bentheim und Steinfurt; * 6 юли 1819; † 28 май 1889) е принц от Бентхайм-Щайнфурт.

## Произход
Той е най-малкият син на княз Алексий Фридрих фон Бентхайм-Щайнфурт (1781 – 1866) и съпругата му принцеса Вилхелмина Каролина Фридерика Мария фон Золмс-Браунфелс (1793 – 1865), дъщеря на княз Вилхелм фон Золмс-Браунфелс (1759 – 1837) и графиня Франциска Августа фон Салм-Грумбах (1771 – 1810). Най-големият му брат е княз Лудвиг (1812 – 1890).

## Фамилия
Фердинанд Ото фон Бентхайм-Щайнфурт се жени на 19 декември 1850 г. за графиня Каролина фон Валдщайн, господарка на Вартенберг в Бохемия, Чехия (* 26 април 1822; † 12 октомври 1851), дъщеря на граф Антон Георг Кристиан фон Валдщайн-Вартенберг (1793 – 1848) и графиня Мария Кайетана фон Фюнфкирхен (1795 – 1852). Те имат една дъщеря:
- Фердинанда Кайетана Вилхелмина Каролина (* 1 октомври 1851, Прага; † 25 юни 1891), неомъжена

## Галерия
- Замък Бентхайм
- Дворец Бургщайнфурт в Щайнфурт